# Zoo and Aquarium Association
De Zoo and Aquarium Association (ZAA) is een internationaal samenwerkingsverband tussen bijna honderd dierentuinen en aquaria uit Oceanië. De ZAA is lid van de World Association of Zoos and Aquariums (WAZA).
De ZAA, voorheen bekend als de Australasian Regional Association of Zoological Parks and Aquaria (ARAZPA), werd in 1990 opgericht voor samenwerking tussen de regionale dierentuinen en aquaria. Het kantoor van de ZAA bevindt zich in Sydney. De organisatie richt zich op onder meer fokprogramma's voor diersoorten in gevangenschap en beschermingsprojecten voor dieren in het wild.
De ZAA omvat in 2018 zeventig instellingen in Australië 21 instellingen in Nieuw-Zeeland en Port Moresby Nature Park in Papoea-Nieuw-Guinea.